# Steenkoolbrand

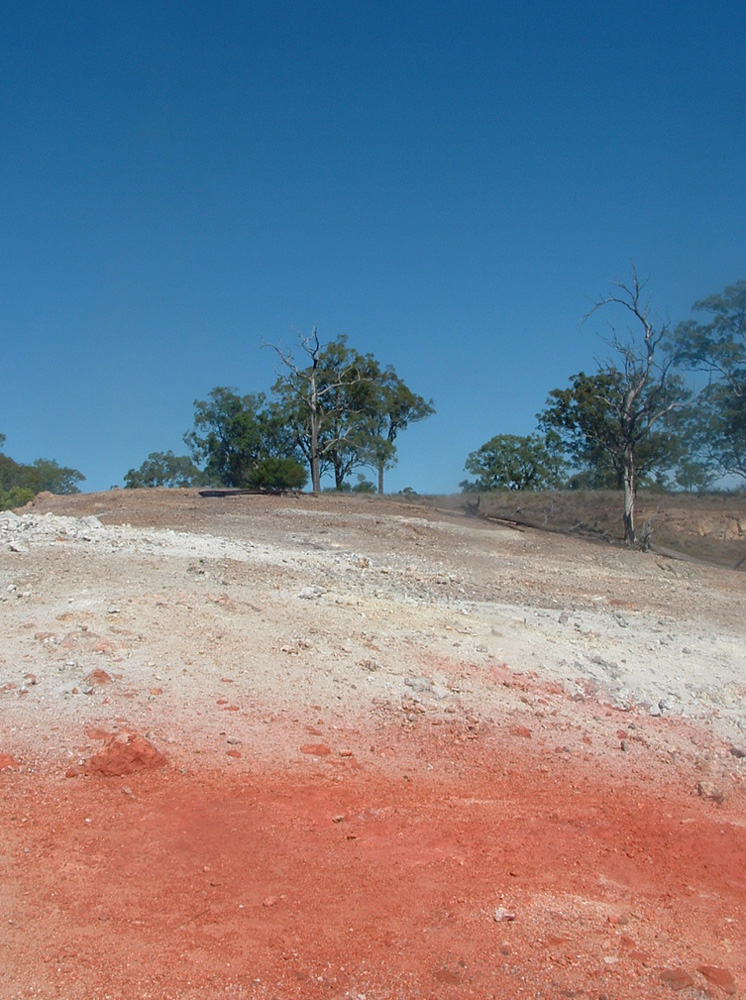
Burning Mountain in New South Wales, Australië. Hieronder woedt waarschijnlijk al zo'n 6000 jaar een steenkoolbrand.

Een steenkoolbrand is het branden of smeulen van een ondergrondse steenkoollaag of van een berg steenkool. Steenkolenbranden komen voor op duizenden plaatsen - vaak kolenmijnen - onder meer in China, India, de Verenigde Staten, Australië en Indonesië.
Ontbranding vindt veelal plaats door menselijke invloed, maar ook natuurlijke oorzaken zijn een belangrijke factor. Zo kan zelfontbranding na zelfopwarming een oorzaak zijn, maar ook blikseminslagen, opwarming door de zon en bosbranden, al is het bij deze laatste niet altijd duidelijk welke er eerst was. Zo werd gedacht dat door mensen veroorzaakte bosbranden de oorzaak waren van de grote bosbranden in Oost-Kalimantan gedurende 1981-82. Volgens Goldammer en Seibert zijn er daar echter aanwijzingen voor steenkoolbranden tussen 13.200 en 15.000 BP. Geschat wordt dat er in het Powder River Basin in de Verenigde Staten gedurende de afgelopen vier miljoen jaar tussen de 33 miljard en enkele honderden miljarden ton aan steenkool is verbrand.
Ondergrondse steenkoolbranden zijn bijzonder moeilijk te blussen en kunnen dan ook decennialang woeden. Lake Desmet in de Amerikaanse staat Wyoming ontstond na een steenkoolbrand.